# Karl von Stremayr
Karl rytíř von Stremayr (30. října 1823 Štýrský Hradec – 22. června 1904 Pottschach) byl rakousko-uherský, respektive předlitavský státní úředník a politik, v roce 1870, 1870–1871 a znovu 1871–1880 ministr kultu a vyučování Předlitavska, v roce 1879 předseda vlády Předlitavska (vláda Karla von Stremayra) a v letech 1879–1880 i ministr spravedlnosti Předlitavska.

## Život
Karl von Stremayr vystudoval práva na Univerzitě ve Štýrském Hradci a nastoupil do státních služeb. V letech 1848–1849 během revolučního hnutí byl poslancem celoněmeckého Frankfurtského parlamentu. Potom po potlačení revoluce přednášel na Univerzitě ve Štýrském Hradci římské právo. V roce 1868 ho Karl Giskra povolal na úřednický post na ministerstvu vnitra.
Později byl opakovaně a dlouhodobě členem předlitavských vlád. 1. února 1870 nastoupil do vlády Leopolda Hasnera na pozici ministra kultu a vyučování Předlitavska. Portfolio si udržel do 12. dubna 1870. Po krátké přestávce se na tento ministerský post vrátil 28. června 1870 ve vládě Alfreda von Potockého a vytrval na něm do 4. února 1871. Potřetí se ministrem kultu a vyučování stal 26. listopadu 1871 ve vládě Adolfa von Auersperga. Tentokrát setrval na vládní pozici až do 16. února 1880, přičemž přešel i do následující (vlastní) vlády Karla von Stremayra a jako provizorní správce rezortu i krátce do vlády Eduarda Taaffeho. V Taaffeho vládě byl kromě toho od 13. srpna 1879 do 26. června 1880 ministrem spravedlnosti. Jeho politická kariéra vyvrcholila v období 18. února 1879 – 12. srpna 1879, kdy byl předsedou vlády Předlitavska (vláda Karla von Stremayra). Stremayrova vláda byla jen dočasným kabinentem, který již ale v sobě nesl zárodky budoucí koalice konzervativců a federalistů, které pak nadlouho spojila Taaffeho vláda.
Jako ministr kultu a vyučování řešil ukončení konkordátu a prosadil nové školské a církevní zákony. Coby ministr spravedlnosti v Taaffeho vládě v dubnu 1880 publikoval jako předseda zvláštní vládní komise takzvaná Stremayrova jazyková nařízení, která významně zvyšovala oficiální status češtiny ve vnějším úředním styku u státních úřadů v Čechách. Stremayr jejich přijetí obhajoval jako pouhé sjednocení a formalizování již existujícího stavu. Nařízení byla ostře kritizována německorakouskými národovci, kteří se opakovaně snažili o jejich demontáž, ale základem praxe u státních úřadů zůstala.
Stremayr zasedal jako poslanec na Štýrském zemském sněmu, který ho ve funkčním období 1867–1870 zvolil poslancem Říšské rady (celostátní zákonodárný sbor, tehdy ještě nevolen přímo, ale tvořen delegáty jednotlivých zemských sněmů). 11. prosince 1869 složil slib. Opětovně v Říšské radě zasedal ve funkčním období 1870–1871 a 1871–1873 (poslanec kurie venkovských obcí ve Štýrsku).
Po roce 1880 se stáhl z politického života. Byl pak prezidentem nejvyššího soudního dvora a od ledna 1889 se stal členem Panské sněmovny. Zemřel v Pottschachu v červnu 1904. Je pohřben na vídeňském ústředním hřbitově.